# Плоская Земля

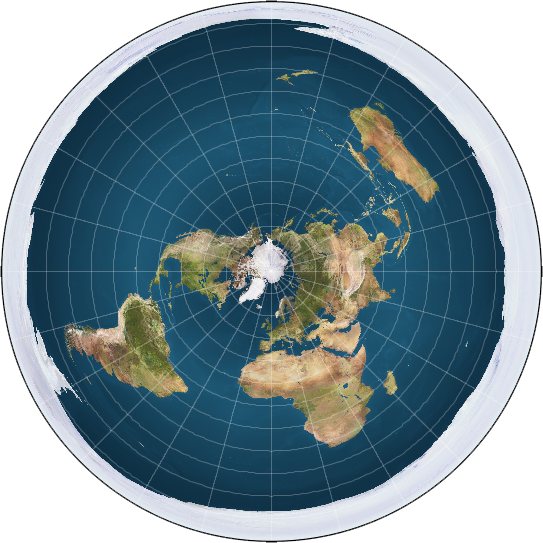
Азимутальная равнопромежуточная проекция шарообразной Земли вокруг Северного полюса, используемая как модель плоской Земли

Согласно ряду архаических представлений Земля представляет собой плоский диск или плоскость иной формы. Представление о форме Земли как о плоскости присутствовала в космогонической мифологии многих культур древности, в частности, древних египтян, вавилонян, в раннем иудаизме, индуизме, буддизме и других. В результате развития астрономии и географии в Древней Греции представление о плоской Земле утратило поддержку учёных, а шарообразность Земли получила убедительное научное обоснование.
Идея сферической Земли появилась в древнегреческой философии у Пифагора (VI век до н. э.). Однако большинство досократиков (VI—V века до н. э.) продолжали придерживаться модели плоской Земли. В начале IV века до н. э. Платон писал о сферической Земле. Примерно к 330 году до н. э. его бывший ученик Аристотель предоставил веские эмпирические доказательства сферической Земли. Знание о форме Земли постепенно начало распространяться за пределы эллинистического мира. К раннему периоду истории христианской церкви точка зрения о сферической форме Земли была широко распространена, за некоторыми заметными исключениями. Напротив, древние китайские учёные последовательно описывали Землю как плоскую, и эти представления оставались неизменными до их встреч с миссионерами-иезуитами в XVII веке. Традиционалистские мусульманские учёные утверждали, что Земля плоская, хотя с IX века мусульманские учёные были склонны считать форму Земли сферической.
В раннем Средневековье представление о плоской Земле вновь получило развитие в трудах некоторых представителей антиохийской богословской традиции и следовавшего им Козьмы Индикоплова. Распространение древнегреческих астрономических и географических знаний в Западной Европе в позднем Средневековье привело к тому, что представление о шарообразности Земли уже не ставилось под сомнение образованными людьми и не встречало противодействия со стороны религиозных авторитетов. Таким образом, появившееся в XIX веке утверждение о том, что до великих географических открытий люди считали Землю плоской, не имеет серьёзных оснований. Исторический миф, что средневековые европейцы в целом считали Землю плоской, возник в XVII веке как часть кампании протестантов против католического учения. Однако на Руси концепция плоской Земли рассматривалась наравне с геоцентрической картиной мира вплоть до XVII века.
С XIX века по настоящее время существует ряд организаций и отдельных сторонников псевдонаучной идеи плоской Земли, которых учёные и общество не воспринимают всерьёз. В 1956 году Сэмюэлем Шентоном было основано «Общество плоской Земли» Англии, в Канаде аналогичное общество появилось в 1970 году. В последнее время идея плоской Земли пережила возрождение как теория заговора. 

## Ранние наблюдения
Земля кажется плоской наблюдателю, находящемуся на ней или вблизи неё, так как кривизна земного шара незначительна на дистанциях, которые человек способен обозреть с доступных для его наблюдения высот. Искривление линии горизонта заметно наблюдателю только с большой высоты. Так, при наблюдении с горы высотой 6 км угловое искривление линии горизонта составляет порядка 0,1 % (6371 км / 6 км) от угловой протяжённости линии горизонта. Таким образом, в первобытную эру представление о Земле как плоской равнине было вызвано субъективными причинами: невозможностью непосредственного наблюдения кривизны Земли и отсутствием теорий и средств измерений, которые позволили бы установить истинную форму Земли без непосредственного её наблюдения.

## Мифология

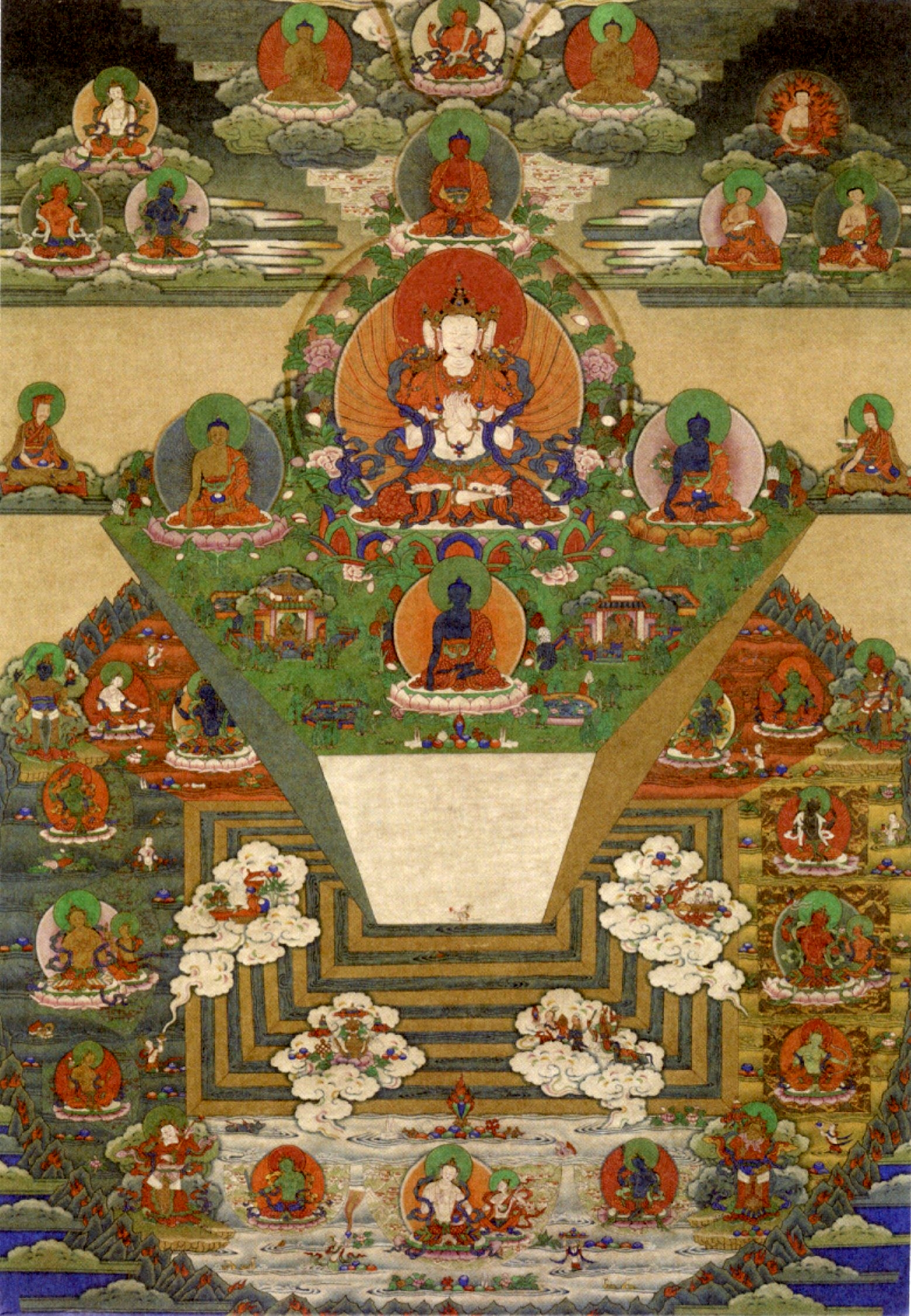
Гора Меру и диск Джамбудвипа

Представление о Земле как о диске происходит из мифологии.
В индуизме и буддизме Джамбудвипа — земля людей — рассматривается как гигантский диск, окружённый солёным океаном. В центре мира расположена гора Меру, вершина мира, а все материки являются её склонами. Вокруг вершины Меру обращаются солнце, луна и звёзды. В буддизме, перенявшем индуистскую концепцию мира, океан ограничен кольцом непроходимых гор, благодаря чему вода не стекает с плоской Земли в пустоту.
В Ведах Земля называется Бхарата-варшей — одной из 9 варш острова Джамбудвипы. Бхарата-варша — место для кармической деятельности, остальные варши являются райскими местами для праведников.
В скандинавской мифологии, согласно Младшей Эдде, Мидгард, созданный асами из века убитого великана Имира, представляет собой средний мир в многоярусном мироздании, расположенном на ветвях ясеня Иггдрасиль. Этот мир похож на остров и окружён океаном.

## Античные авторы

Карта мира по Анаксимандру (реконструкция)

Раннеантичные философы, такие как Левкипп и Демокрит, были сторонниками теории плоской Земли. Анаксимандр считал Землю цилиндрической, а звёзды в небе — окнами, через которые просачивается огонь.
Считается, что первым тезис «Земля имеет форму шара» высказал и аргументировал Пифагор (VI век до н. э.). Аристотель в 330 году до н. э. привёл доказательства сферичности Земли, основанные на изменении линии горизонта и смещении положения созвездий в различных широтах; кроме того, форма тени Земли при лунном затмении всегда круглая. Эратосфен (II век до н. э.) сумел из наблюдений высоты Солнца в один день на разных широтах довольно точно оценить размеры земного шара.
Авторитет Пифагора и Аристотеля надолго вытеснил гипотезу плоской Земли из науки. В I веке нашей эры Плиний Старший пишет о сферической земле как об общепринятом факте. Дополнительные аргументы в пользу сферической концепции привёл Птолемей. В частности, он отмечал, что прибрежные горы видны из моря словно бы торчащими из воды, что возможно только если они частично заслонены водной гладью.

## Библейская мифология

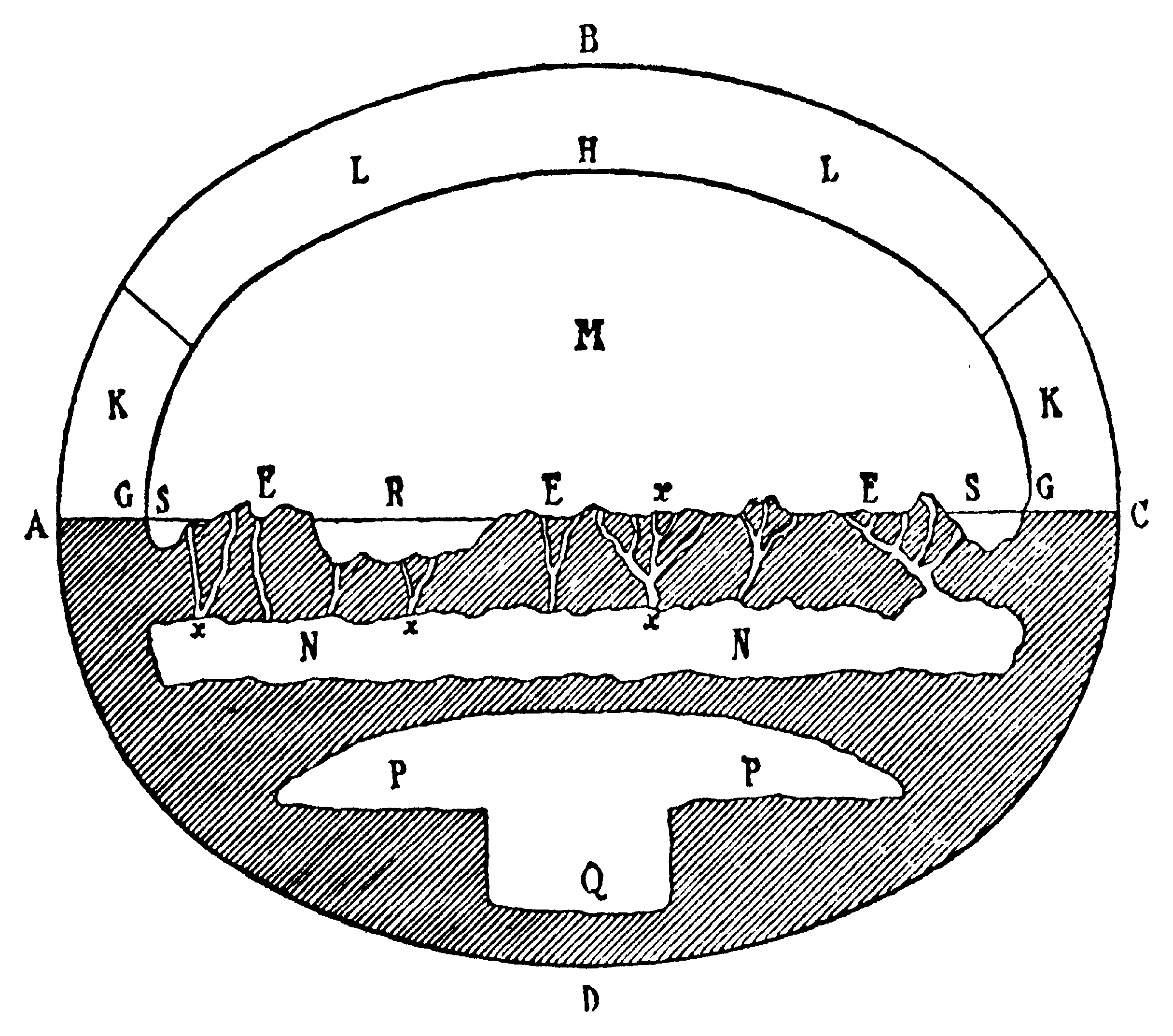
Реконструкция представления об устройстве Вселенной в Ветхом Завете (согласно Дж. В. Скиапарелли). На рисунке обозначено: ABC — полог неба, ADC — кривая бездны, AEC — плоскость земли и морей, EEE — Земля, GHG — поддерживающий его твёрдый свод, KK — хранилище ветров, LL — небесные воды, источник дождя, M — воздушное пространство, где формируются тучи, NN — подземный водоём (соединён с морем протоками), PQP — жилище мёртвых («sheol», שאול), SS — море, xxx — источники из великой бездны.

Библейские сторонники геоцентрической картины мира и плоской формы Земли приводят около 75 стихов из Библии, указывающих на иное строение Земли и Вселенной, в отличие от общепринятого. Также в качестве ещё одного из главных доказательств иного мироустройства ими приводятся найденные в Кумране древние рукописи неканонической Книги Еноха. Так в 3-й части книги Еноха (Книга Небесных Дворцов), представлена иная от общепринятой картина мироустройства видимой Вселенной. Переводом на русский язык найденных рукописей занимался российский учёный И. Р. Тантлевский.
Как отмечают светские или атеистические философы и историки науки, скудность библейской космографии, а также отсутствие в Библии каких-либо естественнонаучных идей делали практически невозможным построение на её основе такой развёрнутой космологической картины мира. По мнению ряда авторов, на библейские представления повлияла картина мира, распространённая в Древнем Вавилоне.
Некоторые места можно интерпретировать по-разному. Так, несколько раз форма Земли названа кругом, например:

Он есть Тот, Который восседает над кругом земли, и живущие на ней — как саранча пред Ним; Он распростер небеса, как тонкую ткань, и раскинул их, как шатер для жилья. (Ис. 40:22).

Ты из всего круга земного избрал Себе одну пещеру, и из всех цветов во вселенной Ты избрал Себе одну лилию (3Езд. 5:24).

Аналогичное упоминание — в стихах Иов. 26:10 и Прит. 8:27.
Среди исследователей не сложилось окончательного мнения, следует ли трактовать этот „круг“ в смысле „круглый диск“ или как синоним слова „шар“. По мнению одних, еврейское слово „хуг“, используемое в этих стихах, можно перевести и словом „шар“. По мнению других исследователей, Библия оказывает поддержку именно представлению о плоской земле.
Кроме того, одна из фраз в неканонической третьей книге Ездры переводится по-разному: в церковнославянском переводе используется термин „земной круг“, а в синодальном переводе 2008 года — „земной шар“):

Эта голова устрашила всю землю и владычествовала над обитателями земли с великим угнетением, и удерживала власть на земном шаре более всех крыльев, которые были (3Езд. 11:32).
Церковнославянский перевод
Сїѧ́ же глава̀ ᲂу҆страшѝ всю̀ зе́млю и҆ ѡ҆блада́ше на не́й тѣ́ми, и҆̀же ѡ҆бита́ютъ на землѝ, съ трꙋ́дностїю мно́гою, и҆ вла́сть ѡ҆бдержа̀ над̾ крꙋ́гомъ земны́мъ па́че всѣ́хъ кри́лъ, ꙗ҆̀же бы́ша.

На плоскую форму Земли могут указывать строки Библии, по заявлениям скептиков, утверждающие возможность увидеть сразу всю землю с высокого объекта:

Опять берёт Его диавол на весьма высокую гору и показывает Ему все царства мира и славу их (Мф. 4:8).

Видения же головы моей на ложе моём были такие: я видел, вот, среди земли дерево весьма высокое.
Большое было это дерево и крепкое, и высота его достигала до неба, и оно видимо было до краёв всей земли (Дан. 4:8).

Однако в цитате из книги пророка Даниила речь идёт о виде́нии, а не непосредственном наблюдении. Блаженный Феофилакт Болгарский (XI век) признаёт виде́нием и показ диаволом царств мира Иисусу Христу, утверждая также, что было распространено мнение об умозрительном наблюдении этих царств.
Упоминания о „краях“ и „углах“, а также „концах“ (хотя под этими терминами возможно понимать окраины обитаемой части суши), по мнению некоторых исследователей, противоречат концепции шарообразной Земли:

Под всем небом раскат его, и блистание его — до краёв земли (Иов. 37:3).

И поднимет знамя язычникам, и соберёт изгнанников Израиля, и рассеянных Иудеев созовёт от четырёх концов земли (Ис. 11:12).

А ты, Израиль, раб Мой, Иаков, которого Я избрал, семя Авраама, друга Моего, —
ты, которого Я взял от концов земли и призвал от краёв её, и сказал тебе: „ты Мой раб, Я избрал тебя и не отвергну тебя“ (Ис. 41:8, 9).

И после сего видел я четырёх Ангелов, стоящих на четырёх углах земли, держащих четыре ветра земли, чтобы не дул ветер ни на землю, ни на море, ни на какое дерево (Откр. 7:1).

Когда же окончится тысяча лет, сатана будет освобождён из темницы своей и выйдет обольщать народы, находящиеся на четырёх углах земли, Гога и Магога, и собирать их на брань; число их как песок морской (Откр. 20:8).

В самой Библии есть подтверждения того, что слово „земля“ может обозначать именно сушу:

И назвал Бог сушу землёю, а собрание вод назвал морями (Быт. 1:10).

На Библию ссылался и Козьма Индикоплов в своей Христианской топографии, утверждая что идея шарообразности Земли, и соответственно, неба, приводит к невозможности восхождения на него людей во время всеобщего воскресения.
Пастор и богослов Г. И. Ясиницкий в своей книге „Апологетика Библии“ (1937) в качестве одного из аргументов о соответствии библейского содержания научным данным, приводил следующую цитату из Евангелия от Луки:

Сказываю вам: в ту ночь будут двое на одной постели: один возьмётся, а другой оставится; две будут молоть вместе: одна возьмётся, а другая оставится; двое будут на поле: один возьмётся, а другой оставится» (Лк. 17:34—36).

Он утверждал, что так как сказано это в контексте описания Второго пришествия Христа, которое должно произойти весьма быстро, то можно сделать вывод, что в этот момент в одном месте будет ночь, а в другом день (поскольку работу, описанную в цитате, ночью, как правило, не делают).

## Отцы Церкви и другие христианские авторы
Астрономические взгляды отцов Церкви и современных им христианских писателей являлись результатом попыток согласовать греческую астрономию с текстами Библии. При этом можно говорить о достаточно серьёзном знании греческой науки христианскими писателями.
В раннем Средневековье взгляды на форму Земли вновь разделились. С представлением о её шарообразности боролся знаменитый латинский богослов Лактанций (III век). Его поддержали и некоторые богословы Антиохийской школы, в частности Севериан Габальский, Диодор Тарсийский и некоторые другие. Путешественник и купец Козьма Индикоплов в сочинении «Христианская топография» представил целую космографию, основанную на представлении о плоской Земле:

Некоторые люди, прикрывающиеся именем христиан, утверждают, заодно с языческими философами, что Небо имеет сферическую форму. Без сомнения, эти люди введены в заблуждение затмениями Солнца и Луны.

В его представлении Земля являлась плоским четырёхугольником, накрытым сверху куполом, сверху от которого располагаются Небеса.

Земля и Вселенная по представлению Козьмы Индикоплевста (миниатюры из «Христианской топографии»)
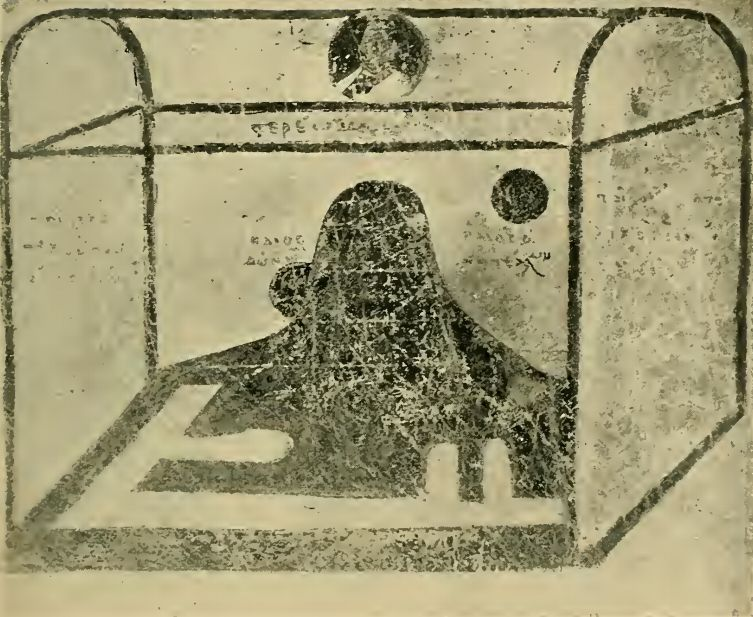
Вселенная в виде скинии
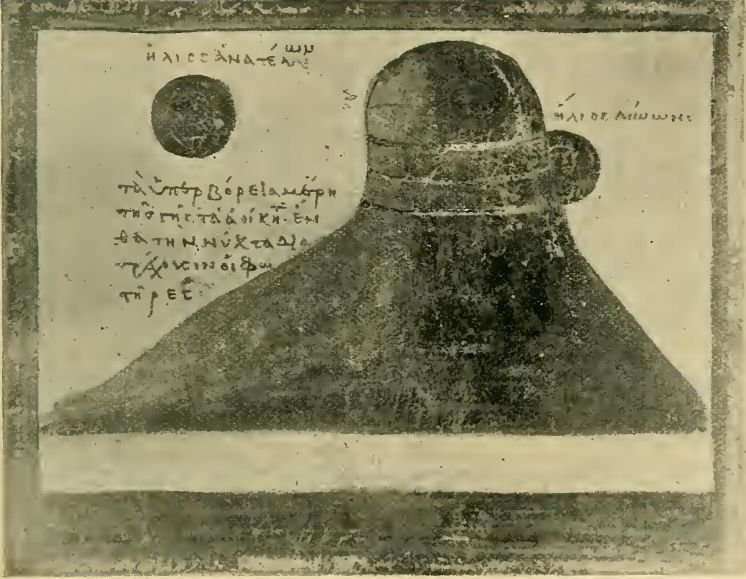
Великая гора на севере, где восходит и заходит солнце
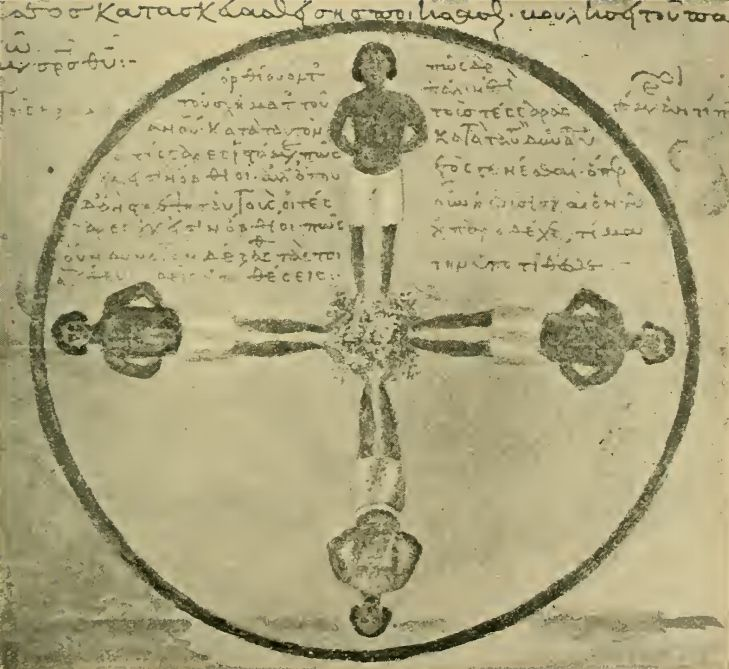
Иллюстрация, высмеивающая существование антиподов

«Христианскую топографию» критиковал его современник, Иоанн Филопон.
Афанасий Великий выдвигал компромиссную теорию, по которой сферическая Земля парит над мировым океаном и окружена небом как полусферой (Толкование на псалмы, Пс. 103).
Григорий Нисский утверждает шарообразность Земли, что использует для объяснения дня и ночи:

… при появлении солнца над землёй тень её обращается в противоположную сторону, потому что шарообразная поверхность не может в одно и то же время быть кругом объята лучом, но по всей необходимости, на какую часть земли отбросит солнце лучи, без сомнения, делаясь неким сосредоточением шара, на другом конце прямого поперечника будет тьма, и таким образом на прямо противоположном конце по прямой черте идущего луча непрестанно сопутствует солнечному течению тьма, так что надземное и подземное место по очереди в равной мере бывают во свете и во тьме; так и о всём ином, что усматривается в виде стихий на нашем земном полушарии, естественно не сомневаться, что то же самое бывает с этим и на другом полушарии.

Василий Великий с неодобрением отзывался о самих подобных спорах, считая форму Земли незначительным вопросом для веры:

Писавшие о мире, рассуждали о фигуре Земли, что она такое, шар ли, или цилиндр, или походит на кружок, со всех сторон одинаково обточенный, или на лоток, имеющий в средине впадину (ибо ко всем сим предположениям прибегали писавшие о мире, и каждый из них опровергал предположение другого), но я не соглашусь признать наше повествование о миротворении стоящим меньше уважения, потому что раб Божий Моисей не рассуждал о фигурах, не сказал, что окружность Земли имеет сто восемьдесят тысяч стадий, не вымерил, насколько простирается земная тень, и как эта тень, падая на луну, производит затмение. Если умолчал он о сём, как о бесполезном для спасения, то ужели за это слова Духа Святого сочту маловажнее человеческой мудрости? (Беседы на Шестоднев, 9).

Иоанн Златоуст (антиохиец) в «Толковании на пророка Исаию», рассматривая вышеприведённый стих Ис. 40:22, доказывает им шарообразность Земли, а утверждения о дискообразной её форме считает языческими выдумками.

Полезно знать и это, чтобы мы не соблазнялись баснями языческих философов, которые обыкновенно думают, что земля подобна ложбине, округлости, диску, блюду или чему-нибудь такому подобному (Толкование на пророка Исаию, глава 40:22).

Иоанн Дамаскин в своём труде «Точное изложение Православной веры» упоминает теорию конусообразной земли. Он говорит уже не только о шарообразности, но и о её малых размерах в пропорциях Вселенной:

Некоторые утверждают, что земля шарообразна, другие же признают её конусообразной. Но она меньше, даже несравненно меньше неба, являясь как бы некоторой точкой, висящей в центре небесной сферы.

В то же время, среди принимавших шарообразность Земли вопросом оставалась возможность существования антиподов, то есть обитателей обратной стороны Земли. В средневековье преобладала точка зрения, что пересечь мировой океан принципиально невозможно из-за его размеров и бурности, и кругосветные путешествия невыполнимы. Таким образом, люди не могли заселить «обратную сторону Земли». Сама возможность существования суши на противоположной стороне Земли подвергалась сомнению многими авторами. Так, Аврелий Августин в своих сочинениях предполагал вероятность того, что области на обратной стороне Земли покрыты океаном и необитаемы:

Тому же, что рассказывают, будто существуют антиподы, то есть будто на противоположной стороне земли, где солнце восходит в ту пору, когда у нас заходит, люди ходят в противоположном нашим ногам направлении, нет никакого основания верить. Утверждающие это не ссылаются на какие-нибудь исторические сведения, а высказывают как предположение, основанное на том, что земля держится среди свода небесного и что мир имеет в ней в одно и то же время и самое низшее, и срединное место. Из этого они заключают, что и другая сторона земли, которая находится внизу, не может не служить местом человеческого обитания. Они не принимают во внимание, что из этого ещё не следует, что та часть земли свободна от воды; да если даже была бы и свободна, из этого отнюдь не следует, что там живут люди.

В VIII веке римский папа Захарий в письме святому Бонифацию потребовал строго наказать священника по имени Вигилий, утверждавшего, будто на другой стороне Земли живут люди. Примерно с XIII века, с ростом образованности европейского общества, число сторонников шарообразности Земли постепенно становится преобладающим; в «Божественной комедии» Данте Алигьери Земля — шар.

## Мусульманское Средневековье
Как свидетельствует Бируни, шарообразность Земли отрицали некоторые исламские богословы. Главным препятствием для признания шарообразности Земли было не столько её противоречие тексту Корана, сколько специфическая особенность исламского вероучения: в течение священного месяца Рамадана мусульмане не могли ни есть, ни пить в светлое время суток. Однако если астрономические явления происходят так, как следует из теории шарообразности Земли, то севернее 66° Солнце не заходит в течение целых суток, и так может продолжаться в течение нескольких месяцев; таким образом, мусульмане, которые могли бы оказаться в северных странах, либо должны были отказаться от соблюдения поста, либо должны были умереть с голоду; поскольку Аллах не мог дать такого повеления, Земля не может быть круглой. Тем не менее, в мусульманском мире космология основывалась на Аристотеле и Клавдии Птолемее, так что учёные разделяли представление о сферической Земле.

## Европейское Средневековье

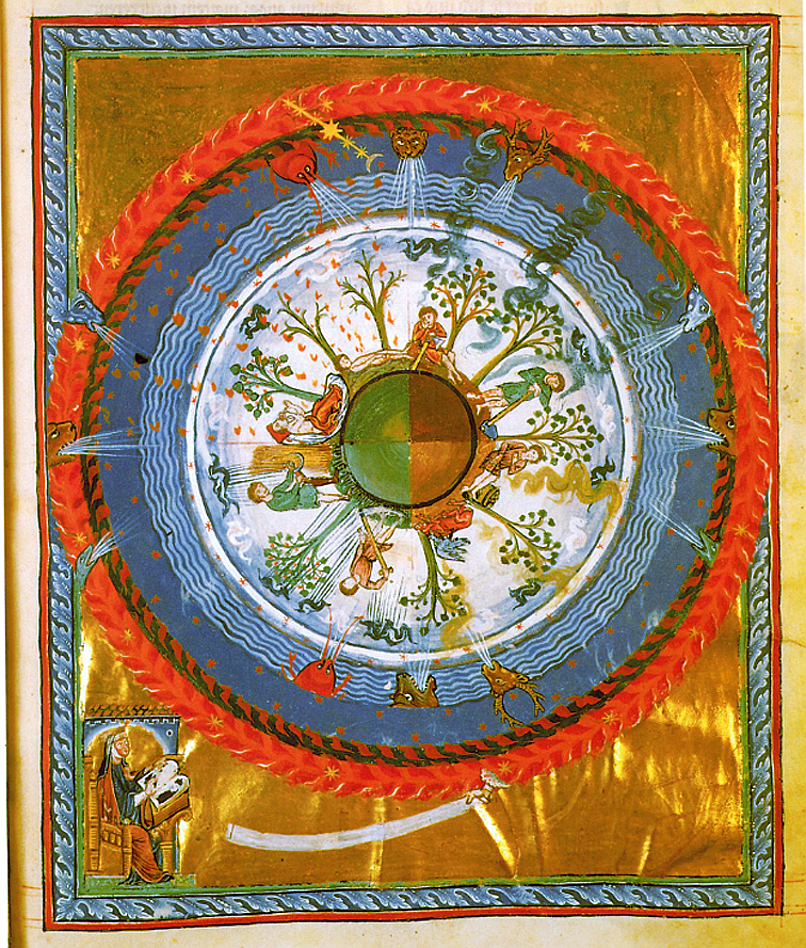
Иллюстрация из «Латинского кодекса», XII век, изображает шарообразную Землю

Сочинения Аристотеля, в которых аргументированно отстаивалась теория шарообразной Земли, были хорошо известны образованным людям Средневековья. На представлении о сферической форме Земли основаны трактаты по астрономии и натуральной философии, изучавшиеся в средневековых университетах: трактаты О природе вещей и Исчисление времени Беды Достопочтенного, трактаты О Сфере Сакробоско и Гроссетеста, комментарии к естественно-научным сочинениям Аристотеля многочисленных схоластов. У Данте Алигьери в «Божественной комедии» (XIII век) Земля шарообразна.
Таким образом, распространённое в XIX веке мнение, что идея шарообразности Земли отвергалась средневековыми теологами, является не более чем мифом. Не исключено, впрочем, что за пределами академических кругов было широко распространено мнение о плоской Земле. Вера в плоскую землю, Мидгард, сохранялась у скандинавских язычников в I тысячелетии н. э. Сочинения, в которых критиковалась идея о шарообразности Земли и отстаивалось представление о её плоской форме, встречались даже в эпоху Возрождения среди отдельных авторов, далёких от научной астрономии и географии.
Христофор Колумб на основе данных о сферичности Земли совершил своё путешествие в Америку, намереваясь попасть в Индию. До этого большинство попыток морского сообщения с Индией предпринимались через южную оконечность Африки. Колумб основывался на собственной теории, сильно преуменьшавшей известные со времён Эратосфена истинные размеры земли, за что подвергался критике современных ему учёных. Открытие Америки опровергло гипотезу о гигантском океане, доказав возможность существования антиподов. Экспедиция Магеллана в 1519—1522 эмпирически доказала сферичность Земли.

## В искусстве
Можно убедиться, что Земля поката, —

Сядь на собственные ягодицы и катись!
Образ плоской Земли встречается в литературе и кино, особенно в фантастике.

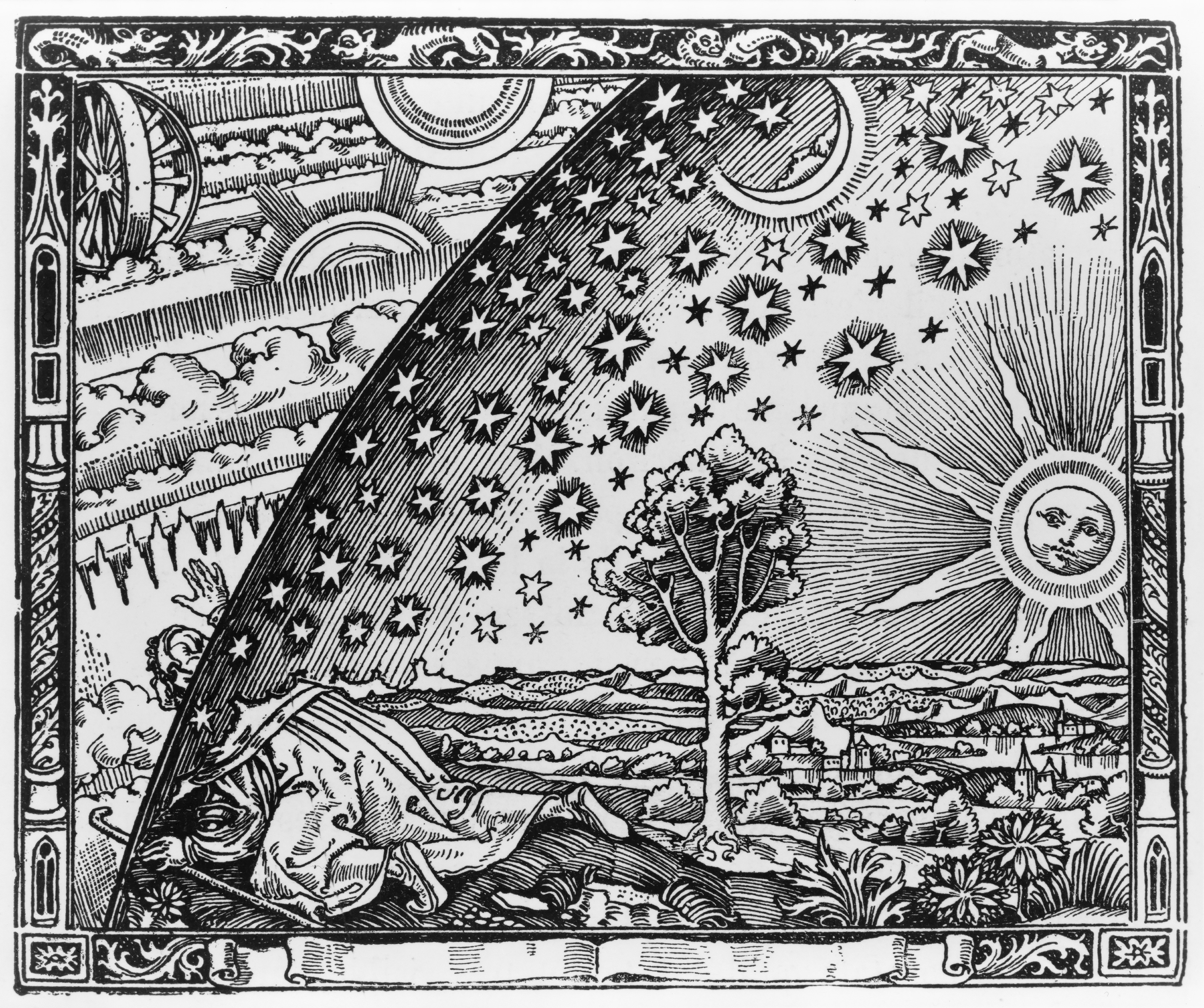
Гравюра Фламмариона, изображающая человека, достигшего края плоской Земли, 1888

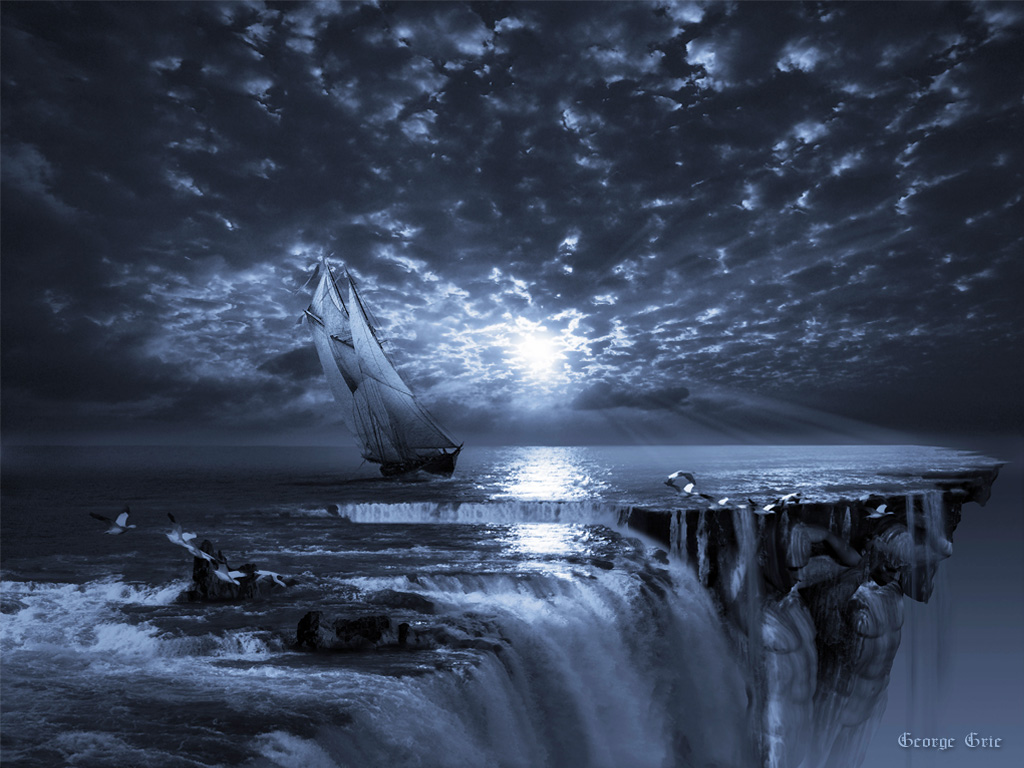
Джорж Грие, «Путешествие до Последней Черты», 2007

В романе Джонатана Свифта «Путешествия Гулливера» упоминается, что лилипуты считают Землю плоской.
В книге Клайва Льюиса «Покоритель зари, или Плавание на край света» из цикла «Хроники Нарнии» герои предпринимают путешествие на край света. Согласно космологии Нарнии, мир плоский, а за его краем находится страна Аслана — местный рай. Льюис стремился таким образом подчеркнуть древность Нарнии, её близость к реалиям средневекового мифа, и специально просил своего иллюстратора, чтобы карта Нарнии напоминала старинную, искажённую карту мира.
В легендариуме Дж. Р. Р. Толкина, особенно в книге «Сильмариллион», неоднократно подчёркивается, что мир Арды был изначально сотворён плоским, и лишь при изменении мира Эру Илуватаром при падении Нуменора мир, образно говоря, был «свёрнут» и стал круглым.
Терри Пратчетт, английский автор юмористической фантастики, создал объёмный цикл произведений о вселенной, которая так и называется — Плоский Мир. Этот мир, представляющий собой огромный диск, покоится на спинах четырёх слонов, а те стоят на спине исполинской черепахи по имени А’Туин. Образ такого мира Пратчетт позаимствовал из индийской мифологии.
В повести современного российского писателя Сергея Синякина «Монах на краю Земли» (1999) описана следующая ситуация: экспедиция на стратостате Осоавиахим-1 доказала теорию плоской Земли, достигнув купола небес, и даже добыла платиновую звезду. Все участники экспедиции были репрессированы, поскольку товарищ Сталин счёл, что материалистическая наука более соответствует политической ситуации. Таким образом, запуски первых спутников, Юрия Гагарина и полёты на Луну — были грандиозной мистификацией спецслужб, искажающих истинную картину мира.
В фантастической новелле Филиппа Фармера «Поднять паруса!» Колумб, плывущий открыть Индию, подплывает к водопаду края Земли, где оборвался горизонт, и каравелла обрушивается в него.
В третьем фильме «Пираты Карибского моря» использован тот же сюжет: чтобы попасть на тот свет за капитаном Джеком Воробьём, его команда подплывает на паруснике к краю земли и падает с него вместе с океанским водопадом. Аналогичный сюжет появился также в фильме «Бандиты времени».
В реалистической литературе и кино встречаются сатирические изображения людей, верящих в плоскую Землю. Таковы некоторые персонажи комедии Людвига Хольберга «Горец Эразм» (Erasmus Montanus, 1723), рассказа Редьярда Киплинга «Как голосованием признали Землю плоской» (1917) и др. В этих книгах «плоская Земля» выступает как гипербола воинствующего невежества.
В фильме «Наверное, боги сошли с ума» (ЮАР, 1980) главный герой, бушмен Хи, хочет выбросить с края Земли «проклятую» пустую бутылку кока-колы. В финале картины он бросает бутылку с высокого обрыва, ниже края которого плывут облака, считая, что достиг своей цели.
В фильме «Тёмный город» (США, 1998) странники — инопланетяне, вселившиеся в трупы людей, создают плоский мир в рамках эксперимента по изучению человеческой души. Главному герою в конце фильма удаётся получить власть над реальностью, и над плоской Землёй восходит Солнце.
В мультсериале «Смешарики» в серии «Край земли» Крош спорит с Лосяшем о форме Земли. Лосяш выступает за шарообразную форму, а Крош за плоскую. Затем Крош с Ёжиком решили отправиться на поиски края Земли, которого они достигают.

## Современные представления

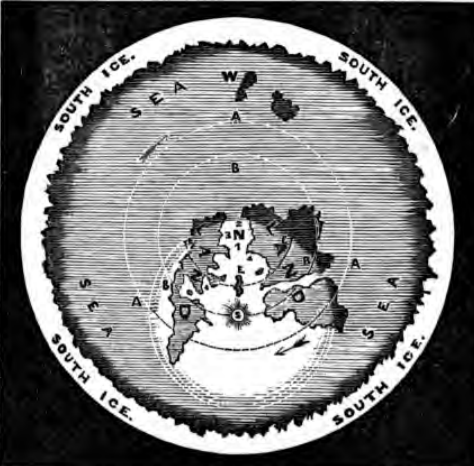
Сэмюэл Роуботам. «Зететическая астрономия. Земля не шар! Экспериментальное исследование истинной фигуры Земли, доказывающее, что она является плоскостью без осевого или орбитального движения». Опубликовано в Лондоне, 1865

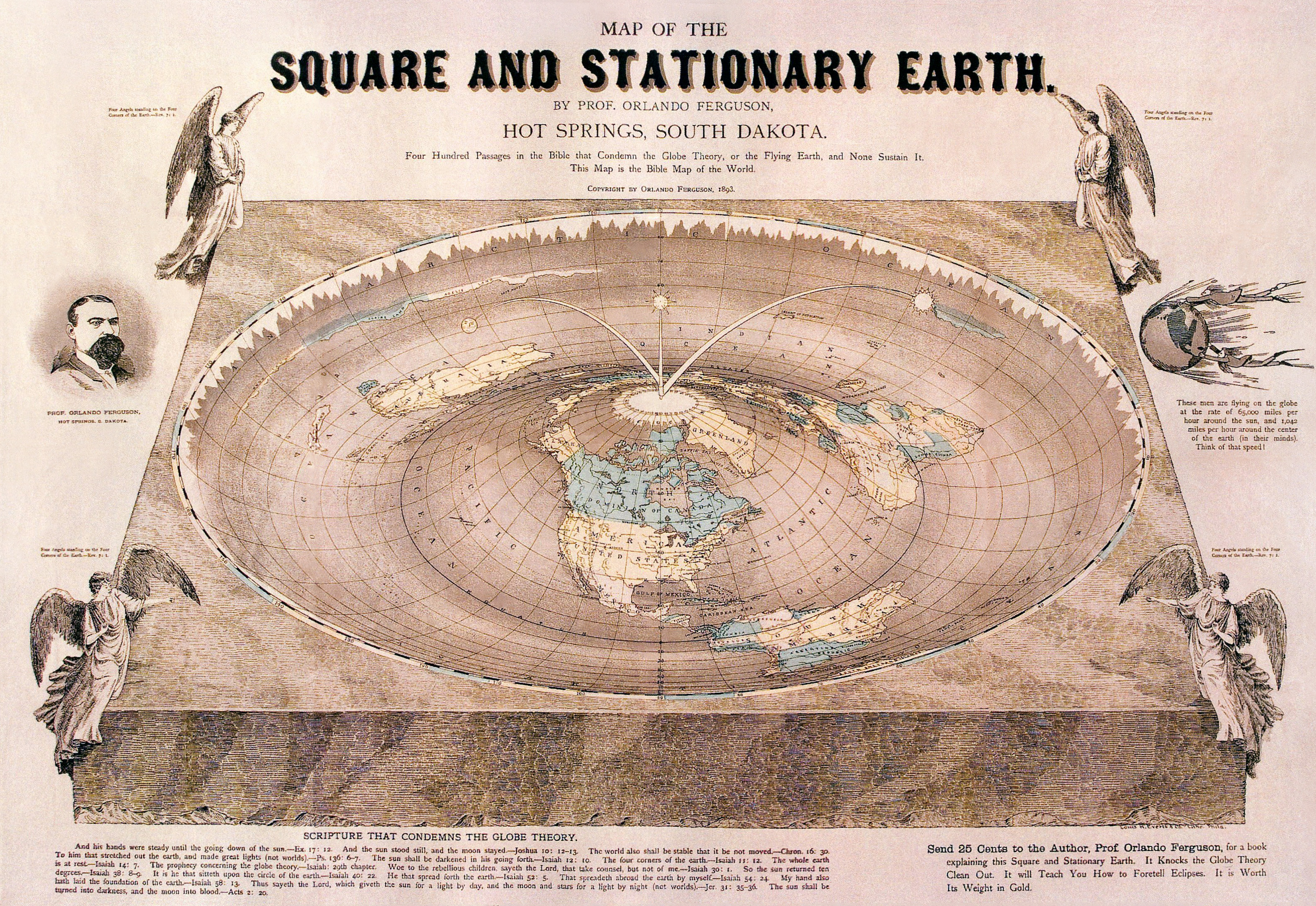
«Карта квадратной и неподвижной Земли» сторонника идеи плоской Земли Фергюсон, Орландо (1893). Подписи содержат ряд отсылок к Библии, а также различные нападки на «теорию Земного шара»

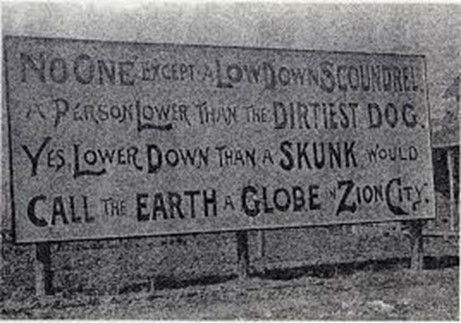
«Только подлый негодяй, личность ниже, чем самая грязная собака, да, ниже чем скунс, назовёт Землю шаром в Сион-Сити»

В современном мире представления о плоской Земле распространяются рядом организаций и частных лиц. Эти представления противоречат научному консенсусу о форме планеты как эллипсоиде, как и простым доступным наблюдениям. Идея плоской Земли является псевдонаучной. Представления о плоской Земле классифицируются экспертами в области философии и физики как дениализм.
Сторонники идеи плоской Земли часто руководствуются религией или теориями заговора.
В современном мире идея плоской Земли возникла благодаря английскому писателю Сэмюэлю Роуботэму (1816—1884). Основываясь на выводах, полученных в результате эксперимента с уровнем Бедфорда (позднее опровергнутых), Роуботэм опубликовал памфлет «Зететическая астрономия». Он также опубликовал брошюру под названием «Непоследовательность современной астрономии и её противопоставление Писанию», в которой утверждал, что «Библия, наряду с нашими чувствами, поддерживает идею о том, что Земля плоская и неподвижная, и эта важнейшая истина не должна быть отброшена в пользу системы, основанной исключительно на человеческих догадках». Роуботэм создал Зететическое общество в Англии и Нью-Йорке, разослав более тысячи экземпляров книги «Зететическая астрономия». После его смерти леди Элизабет Блаунт основала Универсальное зететическое общество, целью которого было «распространение знаний, связанных с естественной космогонией в подтверждение Священного Писания и основанных на практических научных исследованиях».
В 1956 году Сэмюэл Шентон возродил Универсальное зететическое общество под названием Международное общество плоской Земли (англ. International Flat Earth Research Society). По заявлениям сторонников Общества плоской Земли, все правительства Земли заключили мировой заговор с целью обмануть людей. Космология общества включает следующие положения: Земля считается плоским диском 40 000 километров в диаметре, с центром в районе Северного полюса; Солнце и Луна вращаются над поверхностью Земли; то же самое происходит со звёздами; гравитация отрицается, сила тяжести возникает в результате того, что Земля движется вверх с ускорением 9,8 м/с²; Южного полюса не существует, Антарктика считается ледяной стеной, опоясывающей мир; все фотографии Земли из космоса считаются подделками; космоса тоже не существует, все запуски спутников и людей считаются обманом; расстояние между объектами в южном полушарии намного больше, чем принято считать; тот факт, что перелёты между ними происходят быстрее, чем должно быть согласно карте плоской Земли, объясняется тем, что экипаж и пассажиры авиалайнеров и морских судов тоже замешаны в заговоре (англ.).
Некоторые фундаменталистски настроенные деятели ислама[кто?] утверждают, что шарообразность Земли противоречит мусульманскому вероучению.
В 2016 году американский рэпер B.o.B, в серии твитов отстаивавший убеждённость в плоскости Земли, вступил с астрофизиком и известным популяризатором науки Нилом Деграссом Тайсоном в публичный спор, переросший в обмен диссами.
25 сентября 2017 года в программе «Самые шокирующие гипотезы» российским телеведущим Игорем Прокопенко была представлена теория плоской Земли. Критические комментарии экспертов в программе не были представлены.
В 2018 году бразильские авторы из «Dakila Pesquisas», заявленные как исследователи, выпустили фильм «Выпуклая Земля: документальный фильм», где представили результаты своих экспериментов, на основании которых был сделан вывод, что Земля является плоской с небольшой выпуклостью.
В феврале 2020 года сторонник идеи плоской Земли американец Майкл Хьюз, известный по прозвищу «Безумный Майк», разбился при попытке совершить полёт на самодельной ракете, которая работает на паровом двигателе, на высоту 1,5 км; он намеревался совершить полёт в космос и сделать оттуда снимок плоской Земли.